# Fauna del Madagascar
La fauna del Madagascar ha avuto una storia evolutiva estremamente peculiare, che la rende assai diversa dalla fauna continentale africana e da quella di altre isole dell'Oceano Indiano. Sono numerosissime le specie endemiche, fra cui spiccano un centinaio di specie di lemuri, oltre 260 specie di rane, numerose specie di camaleonti, tartarughe, uccelli e farfalle. Sull'isola si trova un unico grande predatore, il fossa, un carnivoro che secondo gli studiosi può definirsi un fossile vivente. Anche le acque intorno all'isola ospitano una grande varietà di vita; numerose sono, tra l'altro, le specie di squali e balene.

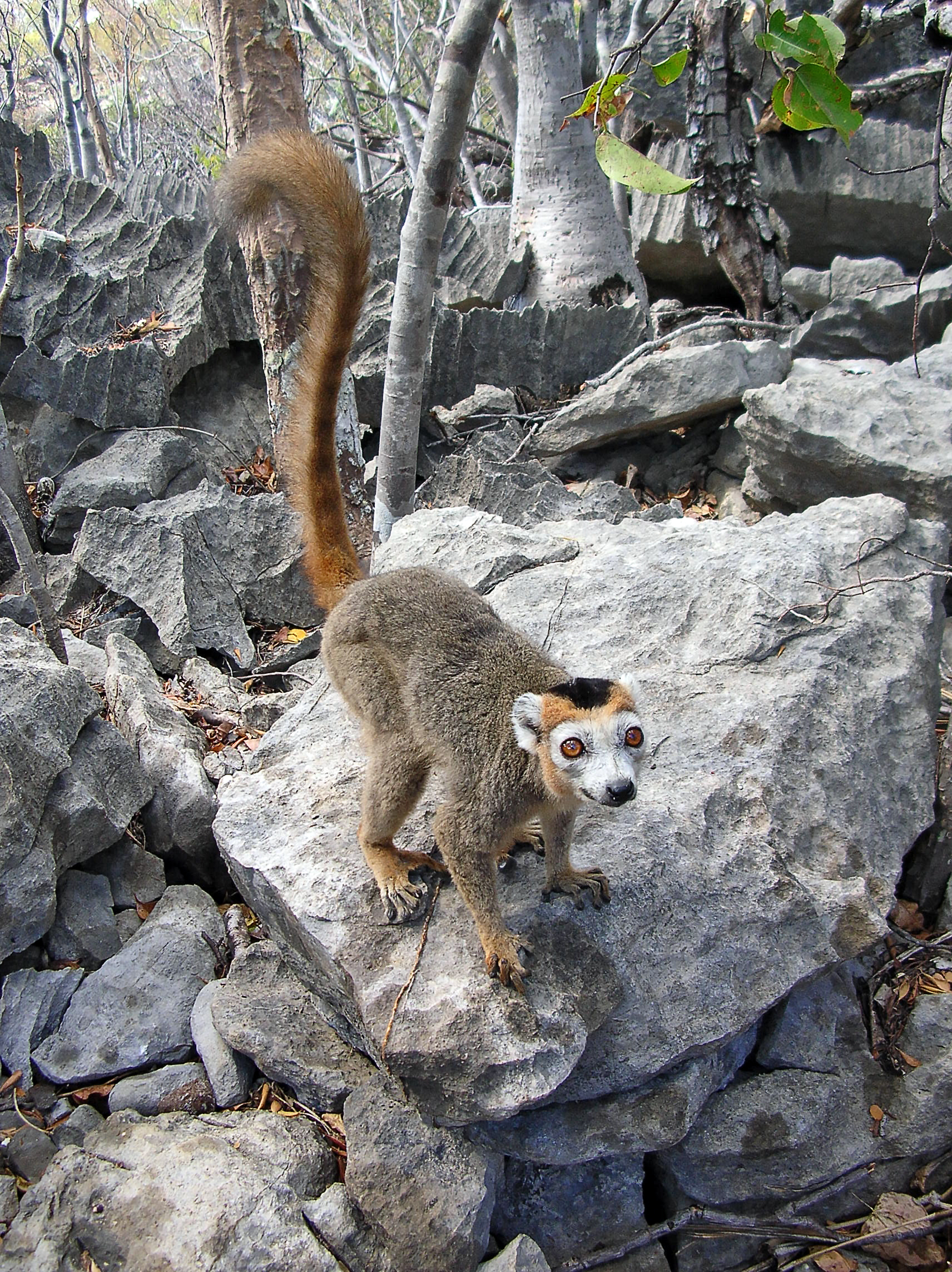
Eulemur coronatus

## Mammiferi

### Lemuri

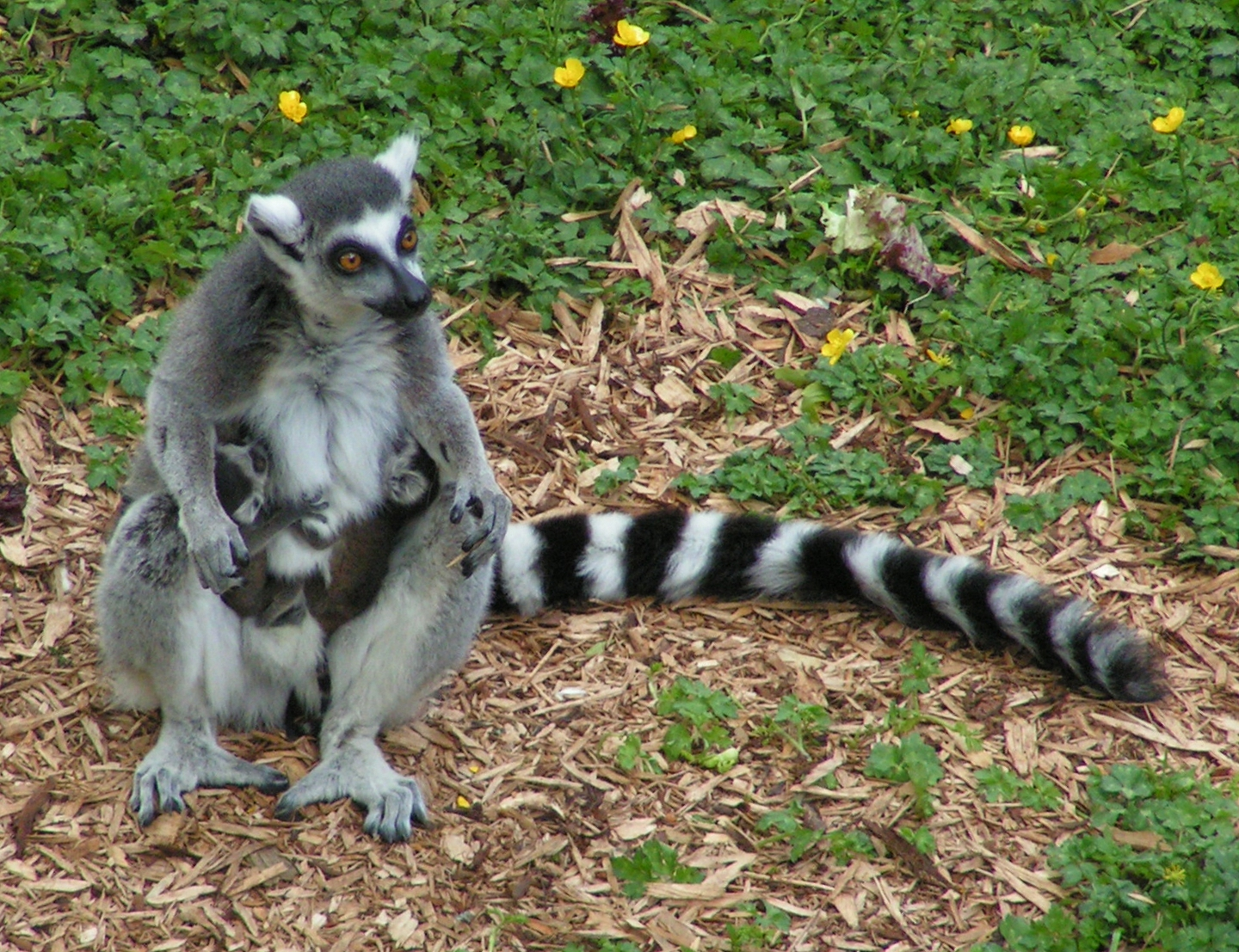
Lemur catta

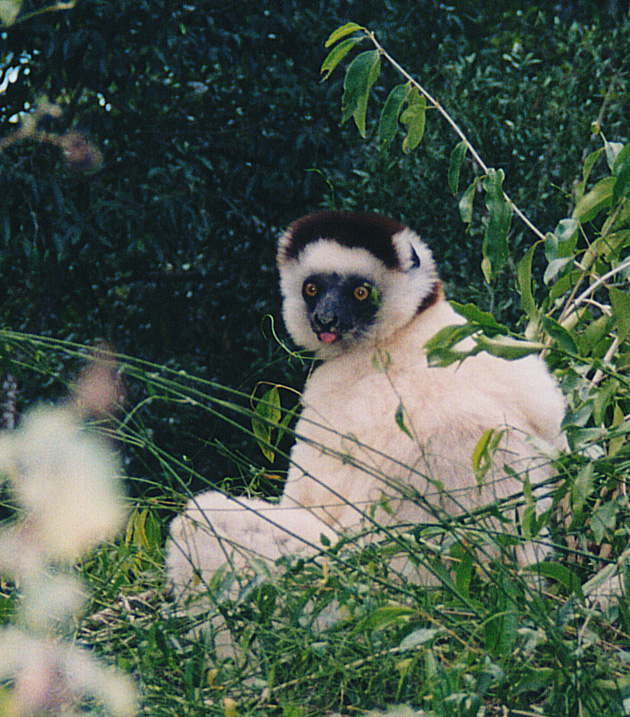
Propithecus verreauxi (sifaka)

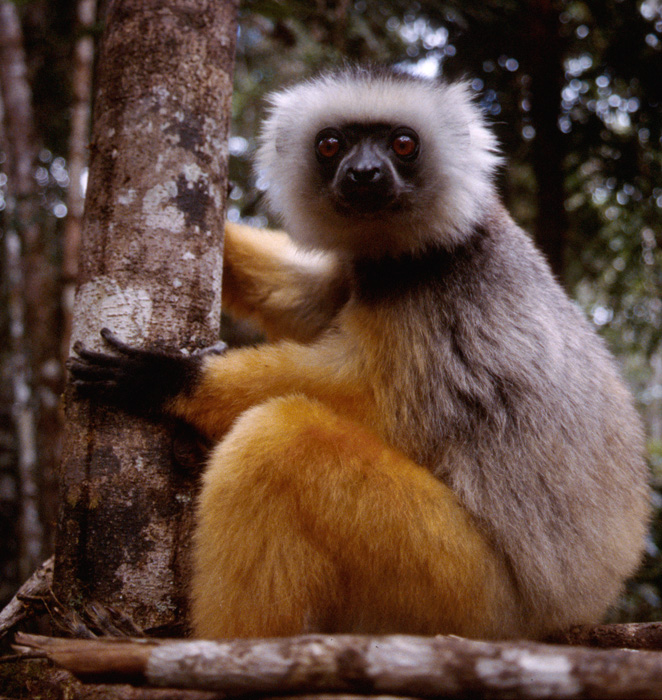
Propithecus diadema (sifaka diadema)

I lemuri del Madagascar esibiscono una notevole varietà di dimensioni, abitudini e aspetto.
La specie più nota, ampiamente diffusa nel sud, è il lemure dalla coda ad anelli (Lemur catta), dalle proporzioni simili a quelle di un gatto, e piuttosto socievole nei confronti degli esseri umani; vive in branchi numerosi con organizzazione matriarcale.
Molto popolari sono anche le nove specie di sifaka (Propithecus diadema, Propithecus candidus, Propithecus edwardsi, Propithecus perrieri, Propithecus tattersalli, Propithecus verreauxi, Propithecus coquereli e Propithecus deckenii). Di dimensioni leggermente più grandi di quelle dei catta, e un po' più simili a orsetti, i sifaka sono noti soprattutto per la loro "danza", ovvero per la curiosa andatura che adottano per spostarsi al suolo, riproducendo a terra l'atto di saltare di ramo in ramo.
I lemuri più diffusi sono i lemuri marroni (Eulemur fulvus), di colore bruno, presenti in quasi tutte le zone dell'isola. Il lemure macaco (Eulemur macaco) è presente solo sull'isola di Nosy Be e sul vicino isolotto di Nosy Komba, divenuto quasi domestico a causa dei frequentissimi rapporti con i turisti.
I più grandi sono gli indri (Indri indri), che possono raggiungere venti chili di peso e assomigliano a piccoli orsi o bradipi; sono presenti in gran numero nella riserva di Périnet, nei pressi di Antananarivo. I più piccoli sono i lemuri topo (Microcebus myoxinus), lemuri notturni che possono stare comodamente in una tazzina da tè.
Fra i lemuri notturni si deve anche citare l'aye aye (Daubentonia madagascariensis), simile a un pipistrello senza ali e ritenuto dalla popolazione locale messaggero di malaugurio. Di alcune specie di lemuri notturni si sa molto poco: per esempio, esemplari di cheirogaleo dalle orecchie pelose (Allocebus trichotis) sono stati catturati solo in due occasioni, nel 1965 e nel 1989.

#### Altre specie
- Hapalemur aureus (apalemure dorato)
- Hapalemur griseus (apalemure grigio)
- Prolemur simus (prolemure dal naso largo)
- Cheirogaleus major (cheirogaleo bruno)
- Cheirogaleus medius (cheirogaleo medio)
- Mirza coquereli
- Avahi laniger (avahi)
- Eulemur coronatus (lemure coronato)
- Eulemur mongoz (maki mongoz)
- Eulemur rubriventer (lemure dal ventre rosso)
- Varecia variegata (vari)
- Varecia rubra (vari rosso)
- Lepilemur mustelinus (lepilemure mustelino)
- Microcebus murinus (microcebo murino)
- Microcebus rufus (microcebo rosso)
- Phaner furcifer (valuvi forcifero)

### Pipistrelli

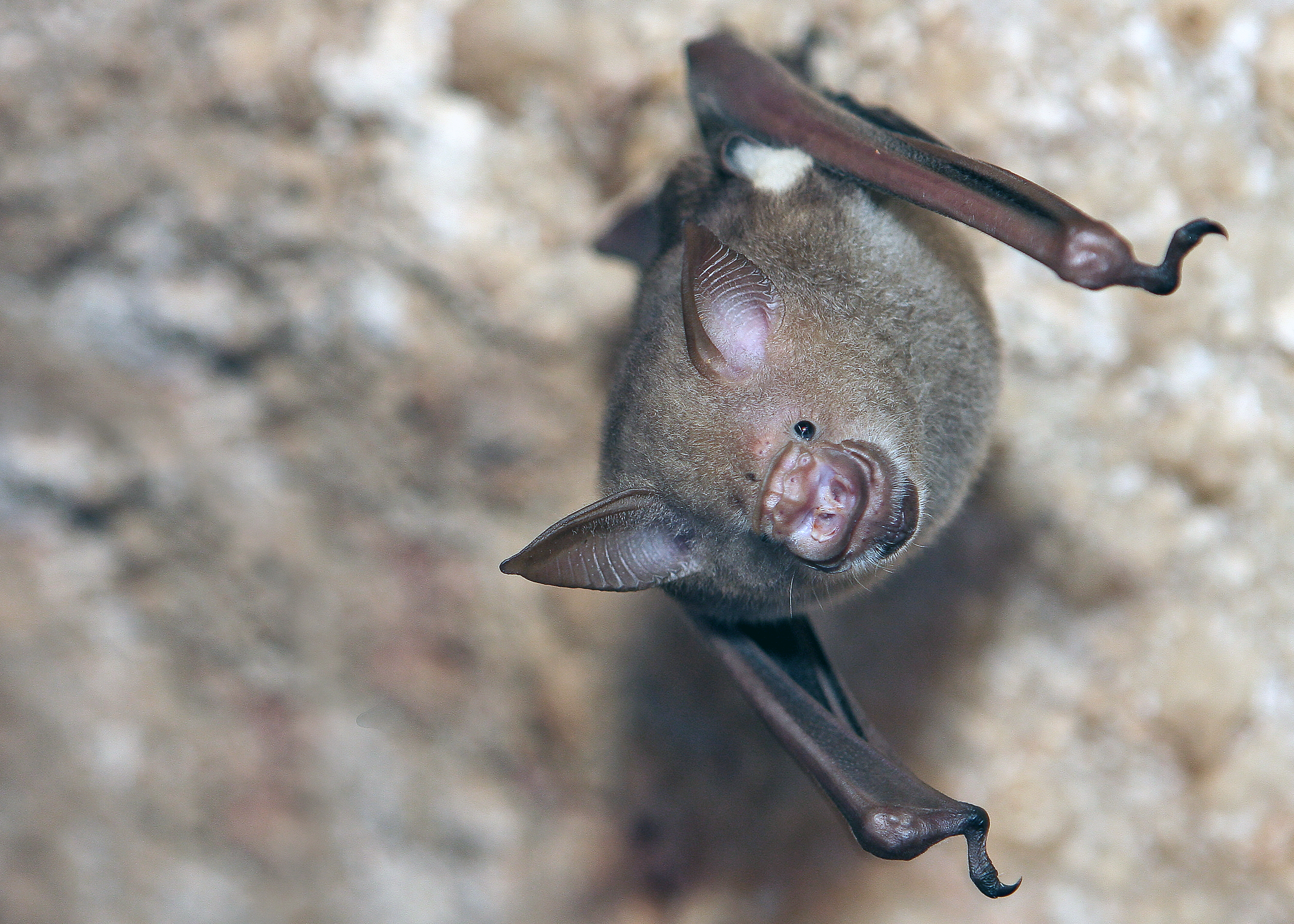
Hipposideros commersoni

In Madagascar sono state descritte 45 differenti specie di pipistrelli, 37 delle quali sono endemiche. Tra di esse vi sono rappresentanti di ben 6 delle 8 famiglie di pipistrelli presenti in Africa. Una famiglia (Myzopodidae) ed un genere (Paremballonura) sono presenti solo in Madagascar. Tre generi (Eidolon, Coleura e Triaenops) hanno origini africane mentre altri (Pteropus, Emballonura e Mormopterus) sono di origine asiatica.

Fra le specie più note c'è quella che viene chiamata "volpe volante" (Pteropus rufus). Una colonia piuttosto numerosa viene mostrata abitualmente ai turisti nella riserva naturale di Berenty.

#### Altre specie
- Eidolon dupreanum
- Hipposideros commersoni
- Myotis goudoti
- Myzopoda aurita
- Rousettus madagascarensis
- Triaenops furculus

### Tenrec

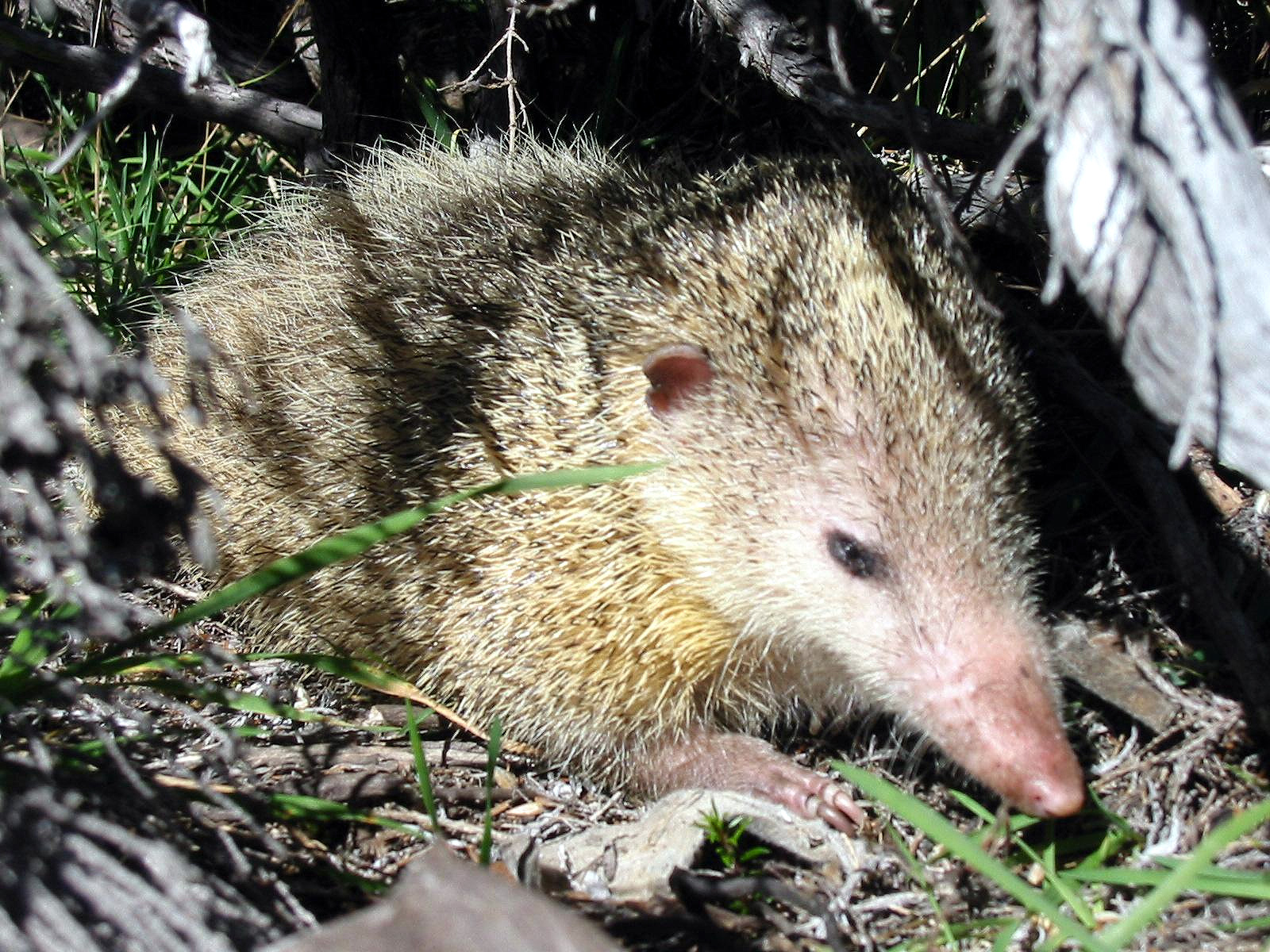
Tenrec ecaudatus

In Madagascar si trovano diverse specie endemiche di tenrecidi, piccoli mammiferi simili a porcospini e imparentati con le talpe. La specie principale è il Tenrec ecaudatus, originario del Madagascar e importato dall'uomo anche nelle isole Mascarene e nelle Comore. È un animale notturno, di una trentina di centimetri di lunghezza, e apprezzato dalle popolazioni locali per il sapore della sua carne. Altri tenrec malgasci sono lo Hemicentetes semispinosus, lo Hemicentetes nigriceps e l'Echinops telfairi.

### Roditori
Oltre al comune Mus musculus, in Madagascar si contano diverse specie di ratti giganti, tra cui lo Hypogeomys antimena (60 cm coda compresa) e la Brachytarsomys albicaudata (oltre il mezzo metro). Fra le specie endemiche si trova il Macrotarsomys bastardi.

#### Altre specie
- Eliurus myoxinus

### Fossa

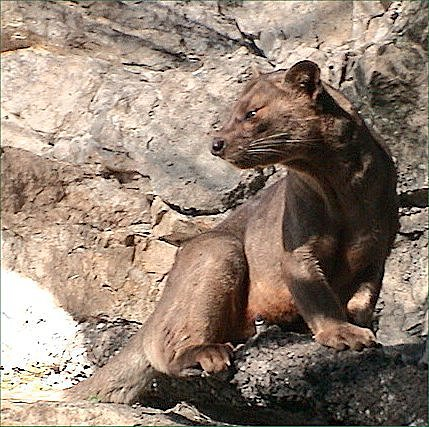
Cryptoprocta ferox

Il Cryptoprocta ferox, o fossa, è il principale carnivoro dell'isola. Assomiglia a un piccolo puma, al punto che era stato inizialmente classificato come felino, ma in realtà è più affine alla mangusta. Arriva a misurare un metro e mezzo di lunghezza e pesare una decina di chili. Ha un comportamento simile a quello delle volpi: nelle zone abitate dall'uomo, spesso si nutre compiendo razzie nei pollai.

### Altri carnivori
Simili al fossa, ma di più piccola taglia, sono la civetta malgascia (Fossa fossana) e il falanouc (Eupleres goudotii). Altri piccoli carnivori comprendono diverse specie di manguste della famiglia degli Herpestidae. La specie più elusiva è la mangusta di Grandidier (Galidictis grandidieri), di cui sono stati osservati solo due esemplari, entrambi catturati prima del 1930. La mangusta dalla coda cerchiata (Galidia elegans), una delle specie più affascinanti, è invece piuttosto comune nel Parco nazionale della Montagna d'Ambra.

### Mammiferi introdotti
Il più grande mammifero terrestre dell'isola è indubbiamente il potamochero, che si sospetta essere stato introdotto sulla costa occidentale dalle prime tribù arrivate dall'Africa. Alcuni scienziati però ritengono che questa specie sia arrivata in Madagascar attraversando il Canale di Mozambico su letti di papiro galleggianti. In ogni caso è ormai presente in tutta l'isola con popolazioni piuttosto numerose nonostante venga cacciato in molte località del Madagascar.
Un altro mammifero introdotto dall'uomo è la piccola civetta indiana, portata dai colonizzatori provenienti dall'Asia e abbondantemente diffusa in tutta l'isola eccezion fatta per l'interno delle foreste più fitte.
In ogni caso il Madagascar fino ad ora non ha sofferto introduzioni di massa da parte dell'uomo, a differenza di altri ecosistemi unici quali Australia, Nuova Zelanda o Hawaii; sono comunque presenti cani e gatti rinselvatichiti, piccole popolazioni di zebù a loro volta rinselvatichite e gli immancabili commensali dell'uomo, vale a dire ratti e topi, presenti ormai in tutto il Madagascar.

### Cetacei
Diverse specie di cetacei popolano stagionalmente le acque del Madagascar, soprattutto nei pressi di Île Sainte Marie, località rinomanata per il whale watching. Fra queste si possono citare la balena di Sowerby e la balena di Bryde.

### Sirenidi
Sono anche presenti i dugonghi.

### Specie estinte
Almeno 17 specie di lemuri si sono estinte dopo l'arrivo dell'uomo; tutte quelle note erano di dimensioni più grandi dei lemuri attuali, e vengono talvolta indicate collettivamente come "lemuri giganti". Il più noto lemure gigante era l'aye-aye gigante, cinque volte più grande dei lemuri attuali. I Megaladapis, di cui esistevano tre specie, avevano le dimensioni di un orango. I lemuri bradipi erano straordinariamente simile ai bradipi sudamericani; fra questi, il Palaeopropithecus aveva le dimensioni di uno scimpanzé, mentre l'Archaeoindris, il più grande mammifero malgascio noto, raggiungeva il peso di un gorilla.
Anche il fossa aveva un parente gigante, ora estinto, il Cryptoprocta spelea, delle dimensioni di una tigre.
Altre specie malgasce estinte includono l'ippopotamo pigmeo della specie Choeropsis madagascariensis e tre specie di uccello elefante, tra cui l'Aepyornis maximus, di altezza superiore ai 3 metri e del peso di mezza tonnellata (secondo alcuni, a questi giganteschi uccelli malgasci potrebbe essere collegato il mito del Roc).

## Uccelli

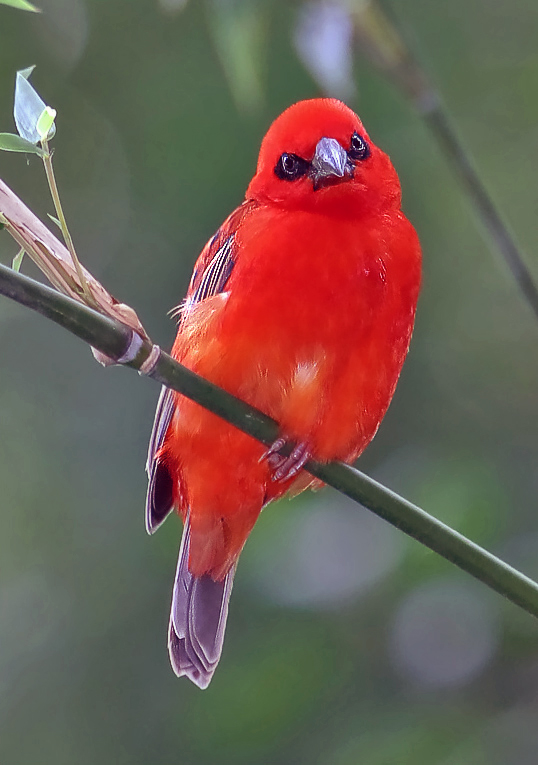
Foudia madagascariensis

Pur contando un numero di specie di uccelli relativamente basso (quasi 300), anche in questo caso il Madagascar si distingue per l'elevato tasso di endemicità. Quattro famiglie di uccelli (Bernieridae, Brachypteraciidae, Leptosomidae e Mesitornithidae) sono esclusive dell'isola e circa 110 specie sono endemiche.

Diffusi su tutta l'isola sono i vanga, tra cui il vanga dal becco a falce (Falculea palliata) e il vanga dalla coda rossa (Calicalicus madagascariensis). Alcune specie, come l'epiornite (Aepyornis maximus), il tuffetto del Delacour (Tachybaptus rufolavatus) e il cua chioccioliere (Coua delalandei) si sono estinte in epoche relativamente recenti. Sopravvivono invece altre specie di cua, come il cua gigante (Coua gigas) e il cua crestato (Coua cristata). In grave pericolo di estinzione sono l'aquila di mare (Haliaeetus vociferoides), di cui si contano oggi solo alcune centinaia di esemplari, e diverse specie di svassi dei laghi, fra cui il tuffetto del Madagascar (Tachybaptus pelzelnii). Il fiume Tsiribihina e i laghi Alaotra e Ihorty costituiscono l'habitat di numerose specie di uccelli acquatici, fra cui il martin pescatore pigmeo (Corythornis madagascariensis), il martin pescatore malachite (Corythornis vintsioides) e molte specie di anatre, ralli e pivieri. Tre specie di anatre sono endemiche: l'alzavola del Madagascar (Anas bernieri), il germano di Meller (Anas melleri) e la moretta del Madagascar (Aythya innotata). Il falco della regina (Falco eleonorae) nelle sue migrazioni stagionali, fa la spola fra il Madagascar, dove sverna, e il bacino del Mediterraneo, ove si trovano i principali siti di nidificazione.

### Altre specie
- Agapornis canus - inseparabile del Madagascar
- Bernieria madagascariensis - tetraka del Madagascar
- Centropus toulou - cuculo fagiano del Madagascar
- Cisticola cherina - beccamoschino del Madagascar
- Coracopsis vasa - vasa maggiore
- Coracopsis nigra - vasa minore
- Cyanolanius madagascarinus - vanga azzurro
- Dicrurus forficatus - drongo crestato
- Euryceros prevostii - vanga dall'elmo
- Eutriorchis astur - aquila serpentaria del Madagascar
- Falco newtoni - gheppio malgascio
- Foudia madagascariensis - tessitore fiammante
- Lophotibis cristata - ibis crestato
- Mesitornis variegatus - mesena dal petto bianco
- Nesoenas picturatus - tortora del Madagascar
- Terpsiphone mutata - pigliamosche del paradiso
- Tyto soumagnei - barbagianni del Madagascar
- Vanga curvirostris - vanga dal becco uncinato

## Pesci
Sono relativamente poche le specie endemiche di pesci, sia d'acqua dolce che di mare. Fra queste ci sono l'Arius madagascariensis, il Paretlopus petiti, la Paratilapia polleni e il Periophthalmus koreleuri che, come molti perioftalmi, ha abitudini anfibie. Estremamente comuni sono gli squali, che si spingono talvolta nei pressi della costa laddove manca la barriera corallina.

### Altre specie
- Bedotia geayi
- Ptychochromis onilahy
- Paretroplus kieneri
- Paretroplus maculatus
- Paretroplus menarambo
- Paretroplus polyactis

## Anfibi

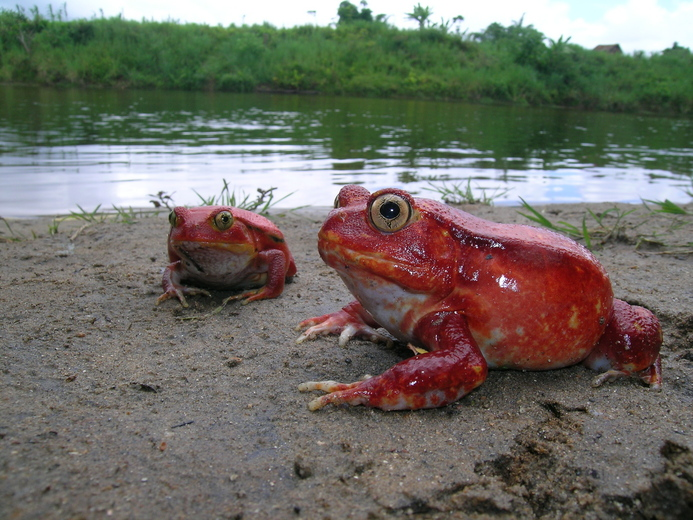
La rana pomodoro
(Dyscophus antongilii)

Il Madagascar presenta due peculiarità rispetto alla popolazione di anfibi: sono infatti presenti solo rane, e queste (oltre 350 specie) sono tutte endemiche (tranne 2).
 
Appartengono a cinque diverse famiglie: Hyperoliidae, Mantellidae, Microhylidae, Dicroglossidae e Ptychadenidae. Le specie minacciate di estinzione sono 76, di cui 17 in pericolo critico.
 
Come i camaleonti, le rane malgasce si distinguono per i colori brillanti di tutte le tonalità (verde, rosso, giallo, arancione, grigio, marrone, ruggine, nero). La più popolare è probabilmente la rana pomodoro (Dyscophus antongilii). Molto bella a vedersi, ma velenosissima, è la Mantella aurantiaca, facilmente avvistabile nella riserva di Périnet. Merita infine un cenno la Stumpffia pygmaea, endemica di Nosy Be, che con una lunghezza di 10–12 mm ed un peso di appena 0,2 g è una delle rane più piccole del mondo.

## Rettili

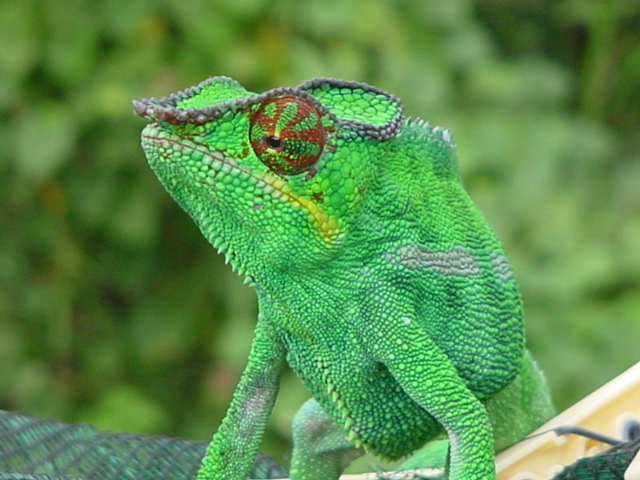
Furcifer pardalis

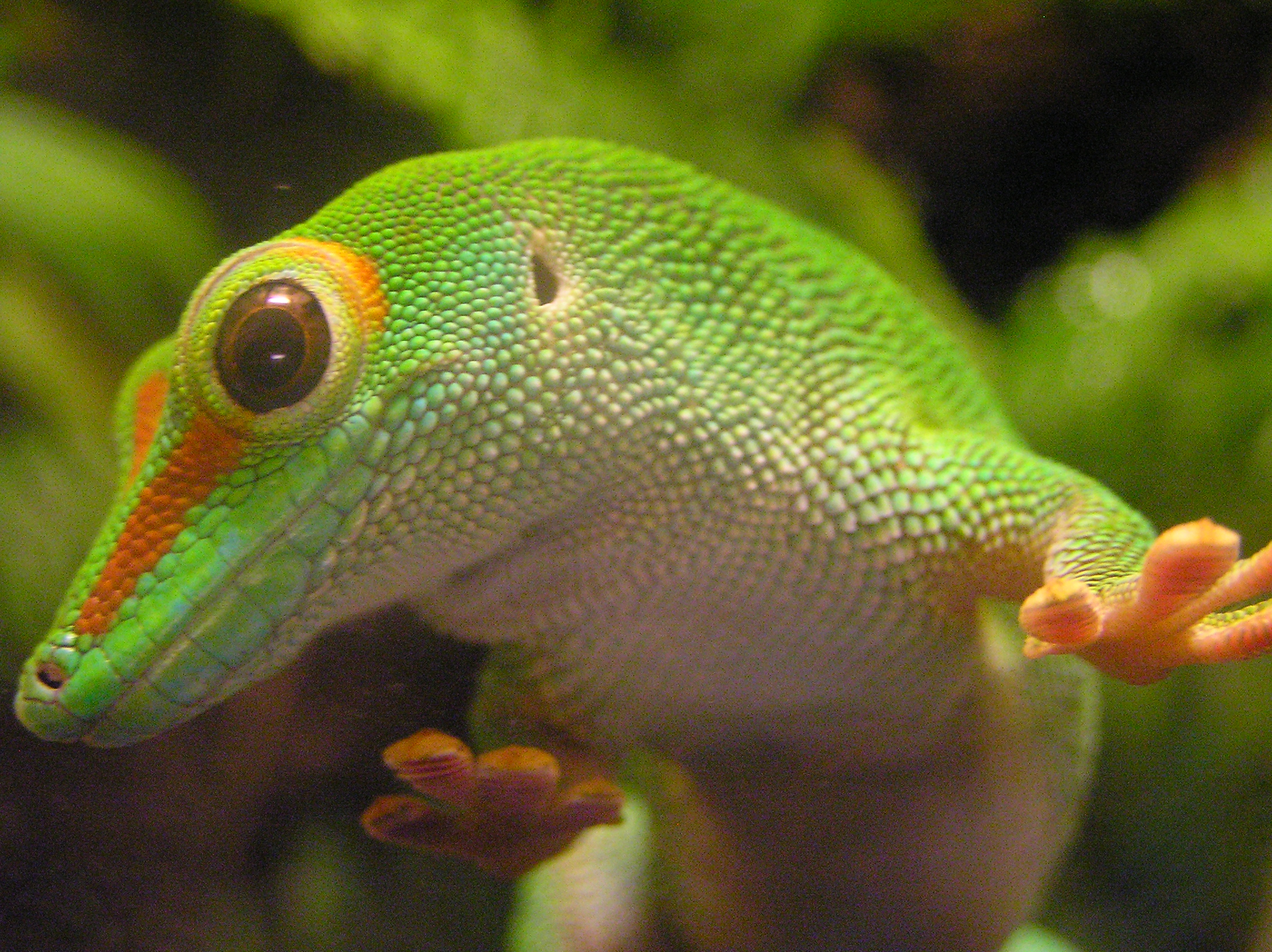
Phelsuma madagascariensis

### Camaleonti
In Madagascar vive oltre il 40% di tutte le specie di camaleonti esistenti nel mondo. Tre generi di camaleonti sono endemici del Madagascar: Brookesia, Calumma e Furcifer; le loro dimensioni variano dai 2–3 cm di Brookesia micra e Brookesia minima agli oltre 60 cm di Calumma parsonii e Furcifer oustaleti.

### Iguane
Una famiglia di iguane, Opluridae, è endemica del Madagascar.

### Gechi
In Madagascar si trovano 103 specie di gechi (famiglia Gekkonidae) molte delle quali si distinguono per le notevoli dimensioni. Fra gli altri si possono citare i gechi dalla coda piatta (Uroplatus spp.), i gechi vellutati (Blaesodactylus spp.) e i gechi diurni del genere Phelsuma, dal colore verde sgargiante.

### Coccodrilli
L'unica specie presente è il coccodrillo del Nilo (Crocodylus niloticus), che i malgasci chiamano voay. Un tempo molto diffuso nelle acque dolci dell'entroterra, è stato oggetto dello sterminio da parte dell'uomo a partire dal XVII secolo. A partire dal 1920 le istituzioni hanno iniziato a proteggerli; per le popolazioni locali sono fady.

### Serpenti

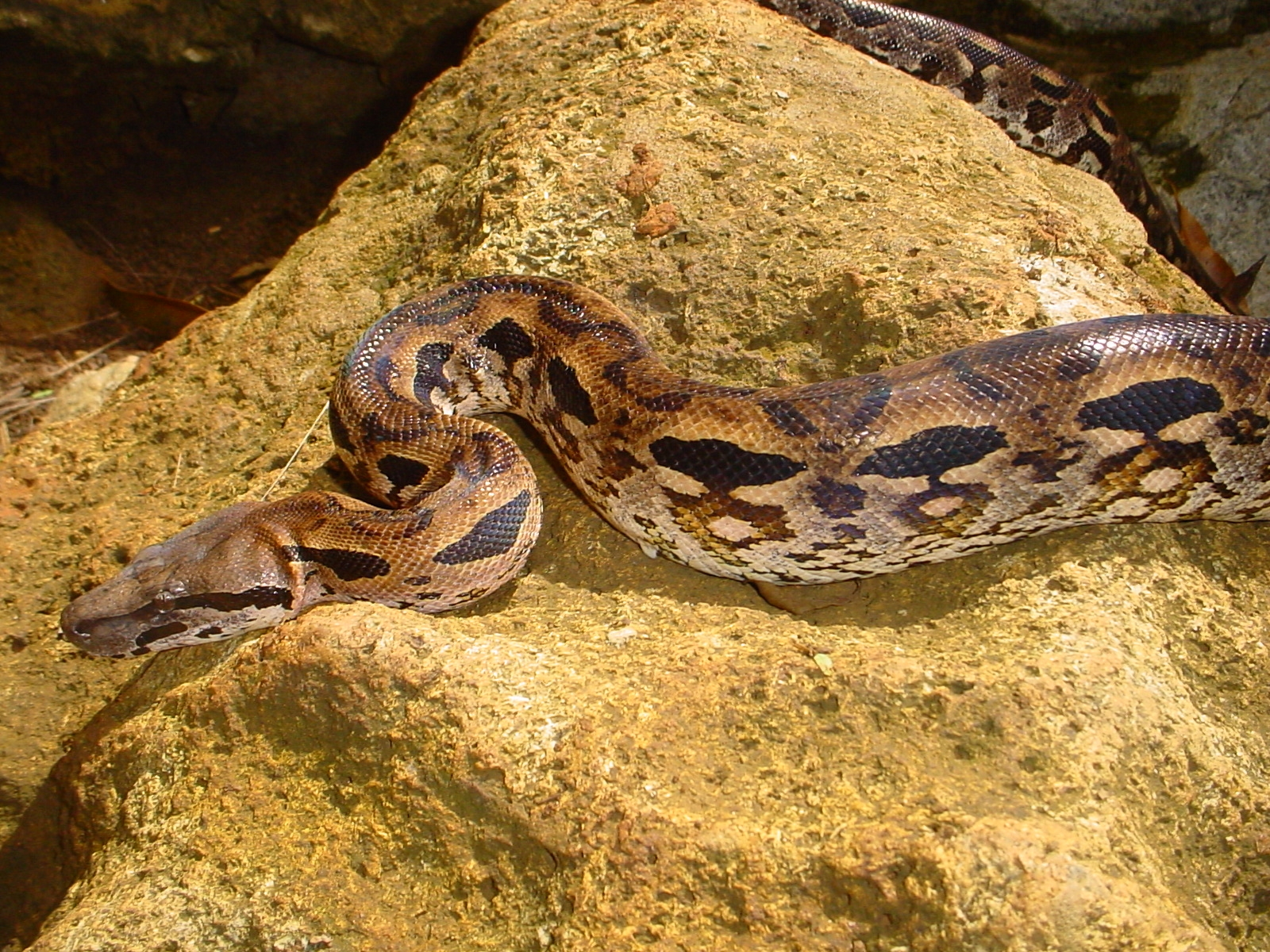
Acrantophis madagascariensis

I serpenti malgasci sono principalmente lamprofidi (81 specie), tiflopidi (12 specie) o boa (4 specie). Il boa del Madagascar (Acrantophis dumerili) può raggiungere i quattro metri di lunghezza. Non mancano i serpenti velenosi; tuttavia, la posizione arretrata dei denti da veleno li rende innocui per l'essere umano.

#### Altre specie
- Acrantophis madagascariensis
- Liophidium apperti
- Leioheterodon madagascariensis (serpente dal naso porcino)

### Tartarughe

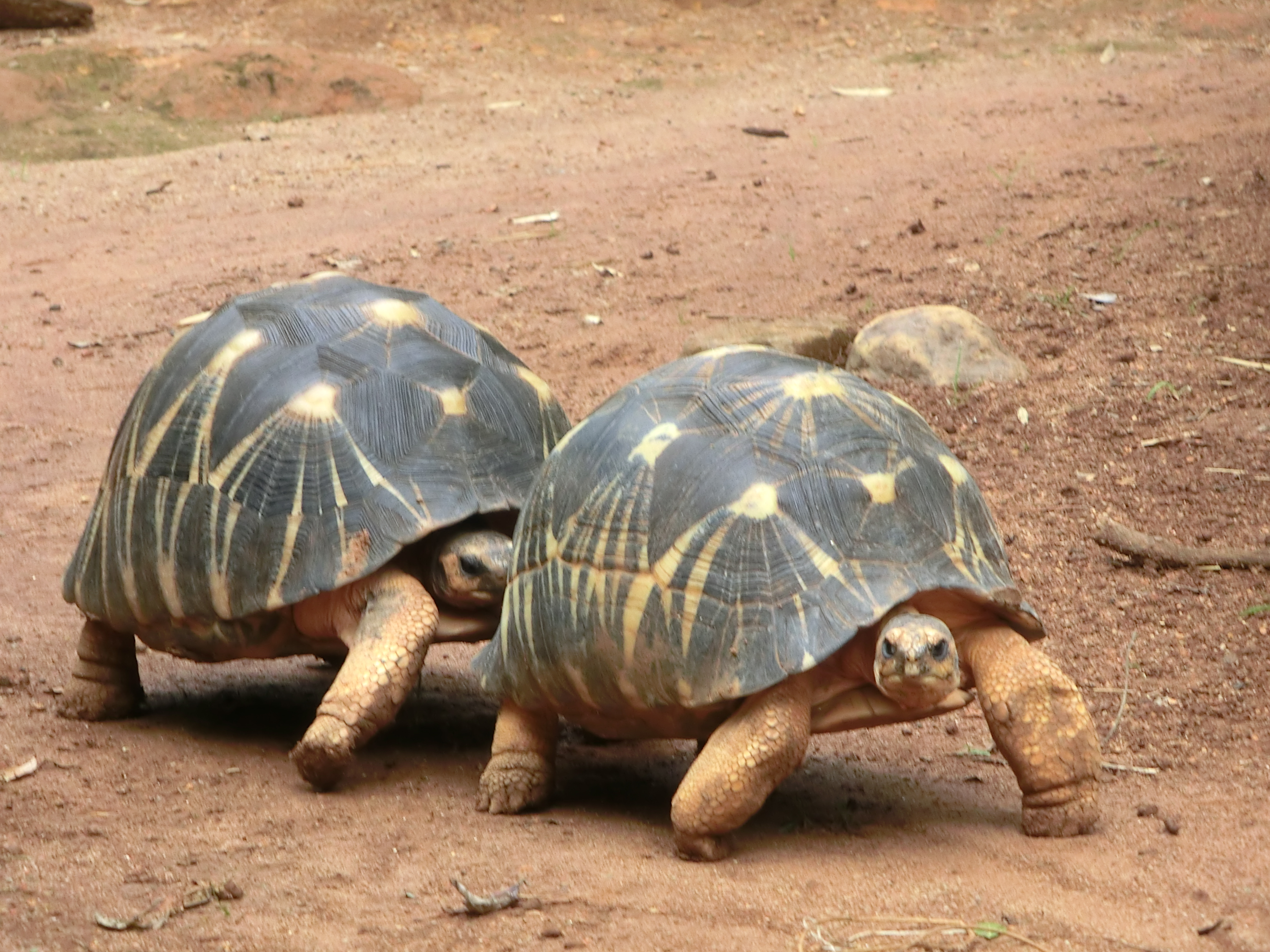
Astrochelys radiata

In Madagascar si contano una decina di specie fra tartarughe di terra, d'acqua dolce e marine. Alcune di esse sono in pericolo, soprattutto per via del commercio delle loro carni fra il XVII e XIX secolo; fra queste la Astrochelys yniphora, una tartaruga di terra di circa 70 cm di lunghezza (la cui carne veniva esportata verso le Comore) e la Astrochelys radiata  (esportata verso Riunione e Mauritius).

#### Altre specie
- Eretmochelys imbricata
- Erymnochelys madagascariensis
- Pyxis arachnoides
- Pyxis planicauda

## Invertebrati

### Molluschi

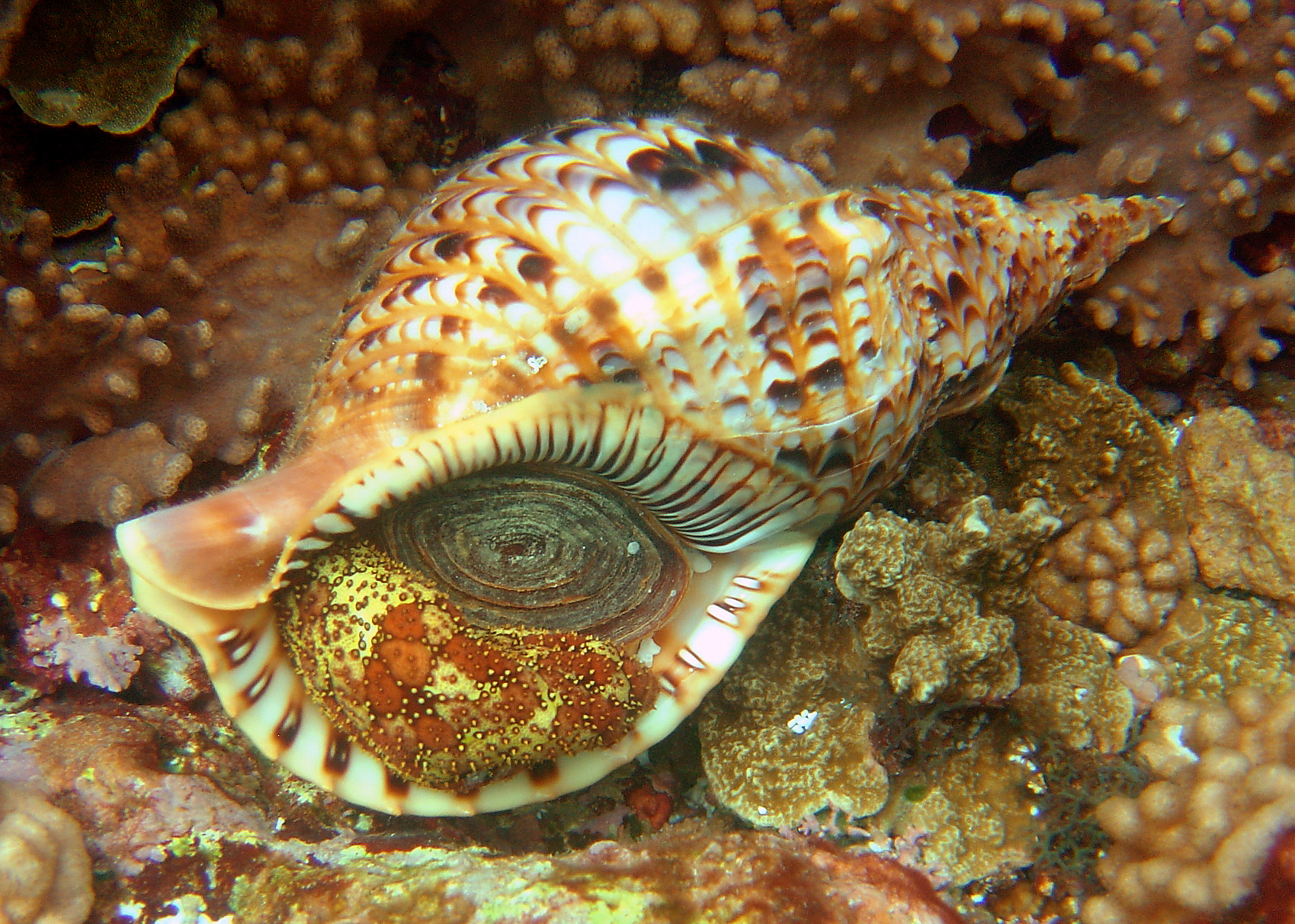
Charonia tritonis

Si contano 380 specie di molluschi terrestri (di cui 361 endemiche), 29 specie di acqua dolce (che includono due generi interamente endemici) e oltre 1000 specie di molluschi marini. Fra le conchiglie più notevoli si deve citare quella della Charonia tritonis, talmente grande da poter essere trasformata in un rumoroso corno da battaglia. Le specie marine contano numerose varietà di ostriche, tra cui la Crassostea cucullata e la Crassostea margaritacea.

#### Altre specie
- Cypraea annulus

### Insetti

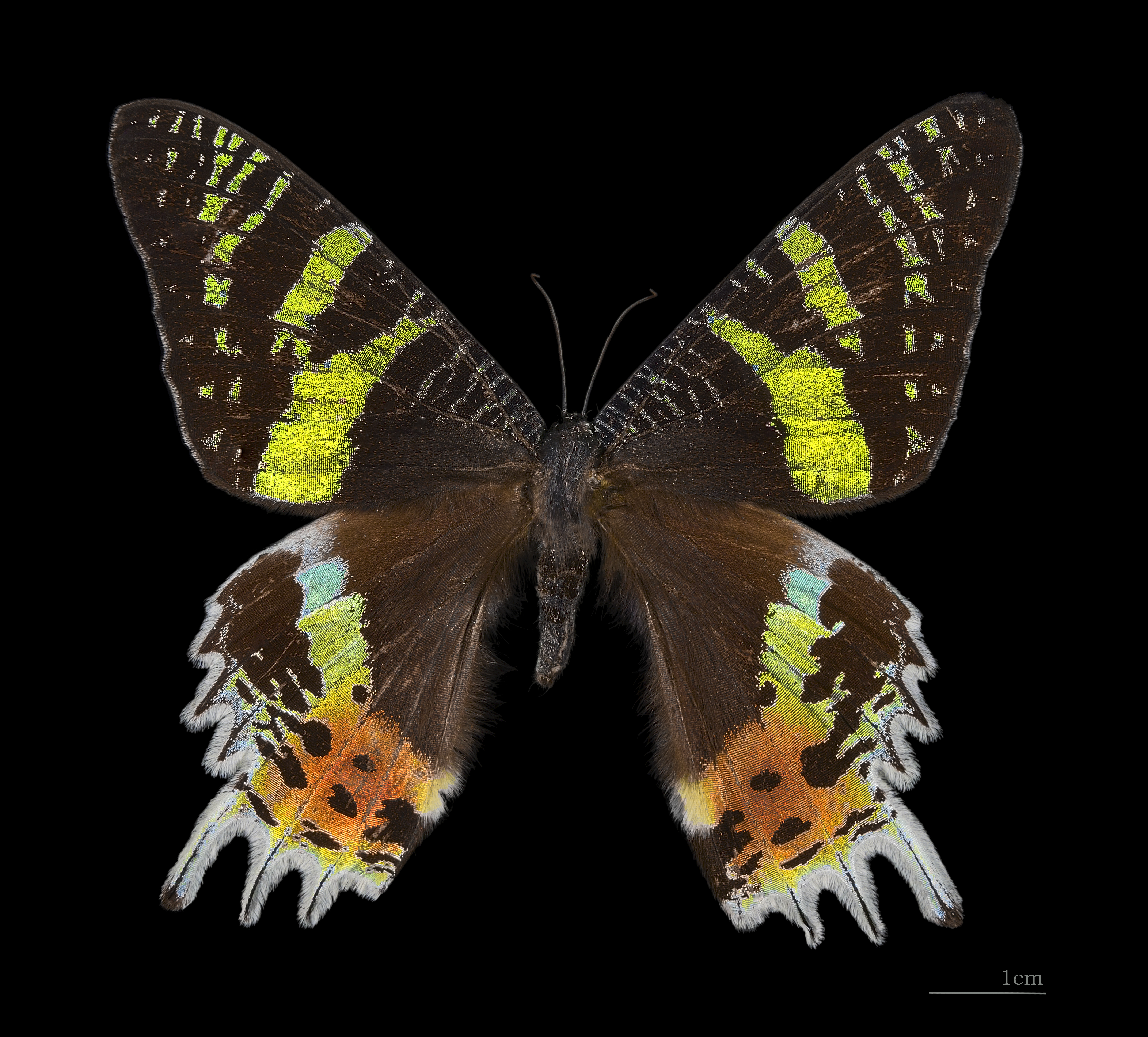
Chrysiridia rhipheus

In Madagascar sono state catalogate oltre 300 specie di farfalle, appartenenti a 80 generi; di questi, 233 specie e 17 generi sono endemici. La farfalla più celebre è la Atrophaneura antennor, con una apertura alare di 13 cm e colori sgargianti. Molte specie, soprattutto nel genere Charaxes, hanno le ali dotate di lunghe code; fra le più spettacolari farfalle notturne c'è la Argema mittrei, detta "falena cometa". Le falene vere e proprie sono considerate fady, protette dagli spiriti dei morti. Fra le altre numerose specie di insetti si contano mantidi, insetti stecco e lo scarabeo giraffa (così chiamato per via del lungo collo dei maschi).

#### Altre specie
- Bunaea aslauga
- Chrysiridia rhipheus
- Papilio morondavana
- Xanthopan morganii
- Flatida rosea

### Altri invertebrati
In Madagascar si trovano molte specie di aracnidi; alcune specie di ragni e di scorpioni sono velenose e possono rappresentare un pericolo per l'uomo. Tra i ragni meritano un cenno Gasteracantha versicolor o "ragno spinoso", dotato di inquietanti aculei e Caerostris darwini, una specie in grado di tessere ragnatele talmente grandi e resistenti da estendersi da una riva all'altra di un fiume..